# 哈兰迪利亚-德拉贝拉
哈兰迪利亚-德拉贝拉（西班牙語：Jarandilla de la Vera）是西班牙埃斯特雷马杜拉卡塞雷斯省的一个市镇。总面积62平方公里，总人口2970人（2001年），人口密度48人/平方公里。